# Coeficiente de reflexão

Uma onda experimenta transmitância parcial e refletância parcial quando o meio pelo qual ela viaja muda repentinamente. O coeficiente de reflexão determina a relação entre a amplitude da onda refletida e a amplitude da onda incidente.

Em física e engenharia elétrica, o coeficiente de reflexão é um parâmetro que descreve quanto de uma onda eletromagnética é refletida por uma descontinuidade de impedância no meio de transmissão. É igual à razão entre a amplitude da onda refletida e a onda incidente, sendo cada uma expressa como fasores. Albedo, a refletividade difusa, e a refletância de um sistema também são chamadas de "coeficiente de reflexão". 

## Definições
Diferentes especialidades têm diferentes aplicações para o termo.

### Acústica
Especialistas em acústica usam coeficientes de reflexão para entender o efeito de diferentes materiais em seus ambientes acústicos.

### Circulação do sangue
Em circulação capilar, de acordo com a equação de Starling
{\displaystyle \ J_{v}=K_{f}([P_{c}-P_{i}]-R[\pi _{c}-\pi _{i}])}
, simplificada para o capilar sanguíneo, o movimento de um fluido, neste caso o sangue, depende assim de 5 variáveis:
{\displaystyle \ J_{v}=K_{f}([P_{c}-P_{i}]-[\pi _{c}-\pi _{i}])}
onde o "coeficiente de reflexão" ( R ) é a variável que exprime a impermeabilidade da parede às proteinas é, em condiçóes normais, igual a 1. A parede capilar não deixa passar proteinas. O coeficiente só será considerado em casos patológicos com aumento da permeabilidade às proteinas e R <1.

### Ótica e microondas
Em óptica e eletromagnética em geral, "coeficiente de reflexão" pode se referir tanto ao coeficiente de reflexão de amplitude descrito aqui, quanto à refletância, dependendo do contexto. Tipicamente, a refletância é representada por um R maiúsculo, enquanto o coeficiente de reflexão de amplitude é representado por um r minúsculo. Esses conceitos relacionados são cobertos pelas equações de Fresnel na ótica clássica..

### Sismologia
O coeficiente de reflexão, em sísmica de reflexão é usado no teste de alimentador para confiabilidade do meio.

### Telecomunicações
Nas telecomunicações, o coeficiente de reflexão é a razão entre a amplitude complexa da onda refletida e a da onda incidente.